# Abanto (Zaragoza)
Abanto es un municipio y localidad española de la provincia de Zaragoza, en la comunidad autónoma de Aragón. El término municipal, ubicado en la comarca de la Comunidad de Calatayud, tiene una población de 80 habitantes (INE 2024). La localidad se encuentra a unos 922 m sobre el nivel del mar.

## Geografía
La localidad de Abanto se ubica en una colina en la orilla derecha del río Ortiz, al sur de la sierra de Pardos, a 922 m sobre el nivel del mar. El término municipal tiene un área de 63,84 km² con una población de 106 habitantes (INE 2016) y una densidad de 1,77 hab./km². En el siglo XIX se mencionaba como el término abundaba «en encinas, robles, sabinas, romeros, aliagas, otros arbustos y mata baja».
En sus cercanías existen manantiales de "exquisitas aguas". Junto a los manantiales existe un pozo salobre, explotado desde la Edad Media, del que una vez evaporada el agua se obtenía una sal de muy buena calidad siendo explotada por el Monasterio de Piedra.

## Historia
Su topónimo, de origen indoeuropeo, no se encuentra debidamente descifrado, existiendo diversas opiniones sobre su significado, aunque el término coincide con el nombre dado a una especie de buitre, antiguamente muy extendido en Aragón, el alimoche. Las primeras referencias históricas sobre Abanto hacen referencia a la existencia de talleres de sílex en el siglo III a. C., localizados en el cerro de Piñuelas, correspondientes al período del eneolítico.
Una de las primeras menciones documentales de Abanto se registra el año 1131, como una de las localidades a las que se aplicaban los términos del fuero de Calatayud. Más adelante, es citada a principios del siglo XIV como una de las aldeas que formaban la Comunidad de Calatayud.
La propiedad de la tierra siempre fue de realengo, por su pertenencia a la comunidad de aldeas de Calatayud, aunque se registran algunos intercambios en la posesión del uso y disfrute de la localidad. A finales del año 1219, el abad del monasterio de Piedra, Jimeno, dio al rey Jaime I la localidad de Villafeliche, a cambio de las localidades de Abanto y Monterde. El mismo monarca, según un documento del año 1303, reinando Jaime II de Aragón, había entregado al monasterio de Piedra las salinas de Abanto a cambio del castillo de Villafeliche.
Desde el punto de vista político-administrativo, fue aldea de la comunidad de aldeas de Calatayud, encuadrada en la sesma del río Ibdes, estando luego encuadrada en el merinado de Calatayud, sobrecullida de Tarazona (1446), para pasar a la sobrecullida de Calatayud en 1495, luego vereda de Calatayud (1646) y corregimiento de Daroca (1711-1722), para ser incorporada al corregimiento de Calatayud entre 1785 y 1833. Ha sido aldea hasta 1711, contando con ayuntamiento propio desde 1834.
A mediados del siglo XIX, el lugar tenía contabilizada una población de 225 habitantes y un total de 70 casas. Se le estimaba un capital productivo de 965 000 reales. Sus principales productos por aquel entonces consistían en trigo, cebada, centeno, judías, garbanzos, guijas, vino, hortalizas, nabos, cáñamo, ganado lanar, cabrío y caza, junto a algunas pequeñas industrias textiles. Aparece descrito en el primer volumen del Diccionario geográfico-estadístico-histórico de España y sus posesiones de Ultramar de Pascual Madoz de la siguiente manera:

ABANTO: l. con ayunt. de la prov., aud. terr. y c. g. de Zaragoza (18 leg.), part. jud. y adm. de rent. de Daroca (3.) dioc. de Tarazona (12): sit. sobre una colina á la marg. der. del r. Ortiz, en paraje bien ventilado con cielo alegre, despejada atmosfera y saludable clima; tiene 70 casas, un hospital para enfermos transeúntes sin rent. ni medios para atender al socorro de los dolientes; una escuela de instruccion primaria á cargo de un maestro dotado por los fondos de propios, á la cual asisten de 25 á 30 alumnos, y una igl. parr. servida por un capítulo compuesto del cura párroco y 5 beneficiados. Fuera de la pobl. á corta dist. se halla el cementerio en sitio higiénico, las ermitas de S. Esteban y de los S. S. Martires Fabian y Sebastian, algunos manantiales de aguas esquisitas para el surtido del vecindario, y un pozo de agua salobre que evaporada, da sal de buena calidad. Confina el term. por el N. con el de Monterde; por el E. con el de Pardos; por el S. con el de Cubel; y por el O. con el de Cimbaya, estendiéndose en direccion de cada uno de los cuatro espresados puntos 1/4 leg. poco mas ó menos. El terreno llano en general, es de regular calidad, y aunque escaso de aguas para el riego tiene una huertecita muy fértil y deliciosa. Su monte, que abraza considerable número de yugadas de tierra, abunda en encinas, robles, sabinas, romeros, aliagas, otros arbustos y mata baja; proporcionando abundante leña para el carboneo y finas yerbas de pasto. Los caminos son locales. Las prod. consisten en trigo, cebada, centeno, judias, garbanzos, guijas, vino, hortalizas, nabos, cáñamo, ganado lanar, cabrío y caza. La ind. se reduce á algunos telares de lienzos y paños ordinarios. Pobl. 47 vec.: 225 alm.; cap. prod. 960.000 rs. imp. 56.400 rs.; contr. 11.804 rs. 10 ms.
(Madoz, 1845, p. 40)

Pertenece al partido judicial de Daroca, agregándose en 1887 la entidad de Pardos. En la nueva ordenación comarcal, establecida por la Diputación General de Aragón, queda encuadrada en la comarca de Calatayud. Eclesiásticamente, las primeras referencias históricas se remontan a 1279, cuando estaba encuadrada en el arcedianato de Calatayud, englobándose en la actualidad en el obispado de Tarazona en el arciprestazgo del Alto Jalón.

## Demografía
Abanto cuenta con una población de 80 habitantes (INE 2024).
| Gráfica de evolución demográfica de Abanto entre 1842 y 2021 |
| |
| Población de derecho según los censos de población del INE Población de hecho según los censos de población del INEEntre el censo de 1897 y el anterior, crece el término del municipio porque incorpora a 50506 (Pardos) |

En el año 1857 contaba con 547 vecinos que llegan hasta los 631 en el año 1900.

## Economía
La principal actividad económica de Abanto se centraba anteriormente en el trabajo agrícola, con una producción variada centrada en el cultivo de trigo, judías y cáñamo, contando con industria de telares para lienzos y paños, sin olvidar la importante actividad centrada en la extracción de la sal. En la actualidad la actividad económica se centra en el trabajo agrícola y algo de ganadería.

## Administración y política
| Período   | Alcalde                       | Partido |  |
| --------- | ----------------------------- | ------- |  |
| 1979-1983 | Octavio Marco Gomollón        | UCD     |  |
| 1983-1987 |                               |         |  |
| 1987-1991 |                               |         |  |
| 1991-1995 |                               |         |  |
| 1995-1999 |                               |         |  |
| 1999-2003 |                               |         |  |
| 2003-2007 |                               |         |  |
| 2007-2011 |                               |         |  |
| 2011-2015 | María Ángeles Sebastián Peiró | PP      |  |
| 2015-2019 | María Ángeles Sebastián Peiró | PP      |  |

| Partido político    | Partido político                                   | 2003   | 2007   | 2011   | 2015   |
| Partido político    | Partido político                                   | Ediles | Ediles | Ediles | Ediles |
|                     | Partido Popular de Aragón (PP)                     | 1      | 4      | 4      | 5      |
|                     | Partido de los Socialistas de Aragón (PSOE-Aragón) | 4      | 1      | 1      | —      |
|                     | Partido Aragonés (PAR)                             | —      | —      | —      | —      |
|                     | Chunta Aragonesista (CHA)                          | —      | —      | —      | —      |
| Total de concejales | Total de concejales                                | 5      | 5      | 5      | 5      |

## Fiestas
El día 17 de enero se celebra la festividad de San Antón. El día 20 de enero se celebra San Fabián y San Sebastián. El día 3 de febrero se celebra San Blas. El día 24 de junio se celebra San Juan.
Las fiestas mayores de la localidad son el primer fin de semana del mes de agosto y se celebra San Esteban, aunque el día del santo es el 23 de diciembre, se trasladó al mes de agosto para contar con más número de asistentes a las mismas.